# Dørmand
En dørmand er en type sikkerhedsvagt, ansat på steder som barer, natklubber, stripklubber eller koncerter. En dørmand er forpligtet til at yde sikkerhed, kontrollere lovlig alder på natklubber osv., nægte adgang for berusede personer og at håndtere aggressiv adfærd eller manglende overholdelse af lovbestemte eller etableringsregler. Dørmænd er ofte påkrævet, hvor menneskemængde størrelse, kundekreds eller alkohol forbrug kan lave skænderier, argumenter eller slåskamp en mulighed, eller hvor truslen eller tilstedeværelsen af kriminelle bandeaktivitet eller terrorisme er høj.

## Personlighed og adfærd

### Karakter
Selvom en almindelig stereotype af dørmænd er den voldsomme og aggressive type, så kræver en god dørmand mere end bare fysiske kvaliteter som styrke og størrelse. En evne til at dømme og kommunikere godt med mennesker vil reducere behovet for fysisk indblanding, mens en stabil personlighed forhindrer dørmænd fra let at blive provokeret af kunderne. Dørmænd vil også drage fordel af gode skriftlige kommunikationsevner, fordi de ofte er forpligtet til at dokumentere overfald i en hændelseslog eller ved hjælp af en hændelsesformular. Velbevarede hændelsesloger kan beskytte medarbejderen mod eventuelle anklager eller retssager, der senere opstår som følge af en hændelse. 

### Overdreven magt
Film viser ofte dørmænd fysisk kaster ballademagere ud af klubber og fastholde fulde kunder i hovedlåse, hvilket har ført til en populær misforståelse, at dørmænd har (eller forbeholder sig) ret til fysisk magt som frit kan bruges. Men i mange lande har dørmænd ikke nogen lovlig myndighed til at bruge fysisk magt mere frit end nogen anden civil, hvilket betyder, at de er begrænset til et rimeligt niveau af magt, der anvendes i selvforsvar, for at udsmide berusede eller aggressive gæster, der nægter at forlade et sted, eller når man laver  civil anholdelse på (eller tilbageholder) en person der har begået en lovovertrædelse, indtil politiet ankommer.

## Regulering og træning
I mange lande skal en dørmand være autoriseret og have en ren straffeattest for at få beskæftigelse inden for sikkerhed/crowd kontrol sektor. I nogle lande eller regioner kan dørmænd være forpligtet til at have ekstra færdigheder eller særlige licenser og certificering i ting som f.eks. førstehjælp, alkoholfordeling, crowd control eller brandsikkerhed.

### Danmark
I Danmark skal man tage et dørmandskursus på 8 dage med eksamen, derefter kan man blive autoriseret. For at blive autoriseret kræver det følgende: 
- Skal være 18 år
- Bestået dørmandskursus. Vagtuddannelsen kan også bruges til at ansøge om autoriseret af dørmandskort.
- Må ikke være dømt for kriminalitet der ikke er foreneligt med dørmandsvirke.

Hvis disse ting er opfyldt så vil man have mulighed for at stå dørmand i forskellige restaurationer samt virksomheder.